# Boinvilliers
Boinvilliers este o comună în Franța, situată în departamentul Yvelines din regiunea Île-de-France.

## Geografie

### Locație
Comuna Boinvilliers se află pe platoul Mantois, la aproximativ cincisprezece kilometri sud de Mantes-la-Jolie, pe partea stângă a văii Vaucouleurs. Teritoriul, foarte puțin împădurit și cu o pantă ușoară către est, cu altitudini cuprinse între 145 și 120 de metri, este aproape în întregime dedicat culturilor mari de cereale.

### Comune limitrofe
Comunele limitrofe sunt Rosay și Villette la est, Courgent și Montchauvet la sud, Dammartin-en-Serve și Flacourt la vest și Vert la nord.

### Căi de comunicație și transport
Comuna este deservită de drumuri departamentale care o leagă de comunele vecine.
Comuna este deservită de liniile 89 și 90 ale rețelei de autobuze din Mantois.

### Utilizare simplificată a terenului
Teritoriul comunei se compunea în 2017 din 91,17% spații agricole, forestiere și naturale, 4,46% spații deschise artificiale și 4,36% spații construite.

### Clima
În 2010, clima din comuna Boinvilliers era de tip oceanic al câmpiilor din Centru și de Nord, conform unui studiu a CNRS care se baza pe o serie de date care acoperă perioada 1971-2000. În 2020, Météo-France a publicat o tipologie a climei din Franța metropolitană în care comuna este expusă la un climat oceanic și se încadrează în regiunea climatică sud-vestică a bazinului parizian, caracterizată prin precipitații scăzute, în special în primăvară (120 până la 150 mm) și un iarnă rece (3,5 °C).
Pentru perioada 1971-2000, temperatura medie anuală este de 10,4 °C, cu o amplitudine termică anuală de 14,3 °C. Cantitatea medie anuală de precipitații este de 672 mm, cu 10,9 zile de precipitații în ianuarie și 8 zile în iulie. Pentru perioada 1991-2020, temperatura medie anuală observată la stația meteorologică situată în comuna Magnanville la 6 km distanță în linie dreaptă, este de 11,6 °C, iar cantitatea medie anuală de precipitații este de 641,5 mm. Pentru viitor, parametrii climatici estimati pentru comună pentru anul 2050, conform diferitelor scenarii de emisii de gaze cu efect de seră, pot fi consultati pe un site dedicat publicat de Météo-France în noiembrie 2022.

## Urbanism

### Tipologie
Boinvilliers este o comună rurală, deoarece face parte din comunele puțin sau foarte puțin dense, conform grilei comunale de densitate a INSEE (Institutul Național de Statistică și Studii Economice).
De asemenea, comuna face parte din zona metropolitană a Parisului, fiind o comună din coroana metropolitană. Această zonă cuprinde 1.929 de comune.

## Toponimie
Numele localității este atestat sub formele Boinvillare în jurul anului 1250 și Bonvillare în 1351.
Este vorba despre o formațiune toponimică medievală în -villier(s), variantă a -viller(s), apelativ derivat din gallo-romanul VILLARE, termen care desemna o parte a domeniului VILLA („domeniu rural”, de unde derivă și sufixul -ville).
Primul element Boin- reprezintă un antroponim de origine germanică, poate Bova sau Bovan. Albert Dauzat și Charles Rostaing îl compară cu Boinville-en-Mantois (Yvelines, Bovani villa în secolul al IX-lea).

## Istorie
Satul a fost fondat în secolul al XIV-lea, odată cu instalarea unui mănăstiri a unui ordin catolic în dealurile învecinate.

## Administrație

### Organe administrative și judiciare
Comuna Boinvilliers este parte din cantonul Bonnières-sur-Seine și este afiliată la comunitatea comunelor din Pays Houdanais (CCPH).
În ceea ce privește aspectul electoral, comuna este asociată cu a noua circumscripție electorală din Yvelines, o circumscripție cu dominanță rurală în nord-vestul departamentului Yvelines.
Pe plan judiciar, Boinvilliers face parte din jurisdicția instanței din Mantes-la-Jolie și, ca toate comunele din Yvelines, se supune tribunalului judiciar și tribunalului comercial din Versailles.

## Populația și societatea

### Date demografice

#### Evoluția demografică
Evoluția numărului de locuitori este cunoscută prin recensămintele populației efectuate în comuna respectivă începând din 1793. Pentru comunele cu mai puțin de 10 000 de locuitori, un recensământ al întregii populații este realizat la fiecare cinci ani, populațiile legale pentru anii intermediari fiind estimate prin interpolare sau extrapolare. Pentru comuna respectivă, primul recensământ exhaustiv în cadrul noului dispozitiv a fost realizat în 2005.
În 2021, comuna număra 245 locuitori, în scădere cu 16,67 % față de 2015 (Yvelines: +2,04%, Franța fără Mayotte: +1,84%).
| An        | 1793 | 1821 | 1841 | 1856 | 1872 | 1886 | 1901 | 1921 | 1936 | 1962 | 1982 | 2006 | 2015 | 2021 |
| --------- | ---- | ---- | ---- | ---- | ---- | ---- | ---- | ---- | ---- | ---- | ---- | ---- | ---- | ---- |
| Populație | 253  | 247  | 250  | 230  | 222  | 163  | 183  | 115  | 125  | 109  | 195  | 266  | 294  | 245  |

#### Piramida vârstei
În 2018, rata persoanelor cu vârsta sub 30 de ani era de 26,0%, sub media departamentală de 38,0%. În schimb, rata persoanelor cu vârsta peste 60 de ani era de 28,8% în același an, în timp ce la nivel departamental era de 21,7%.
În 2018, comuna avea 129 bărbați și 148 femei, ceea ce reprezenta un procent de 53,43% femei, mult peste rata departamentală de 51,32%.

## Cultura și patrimoniul local

### Locuri si monumente

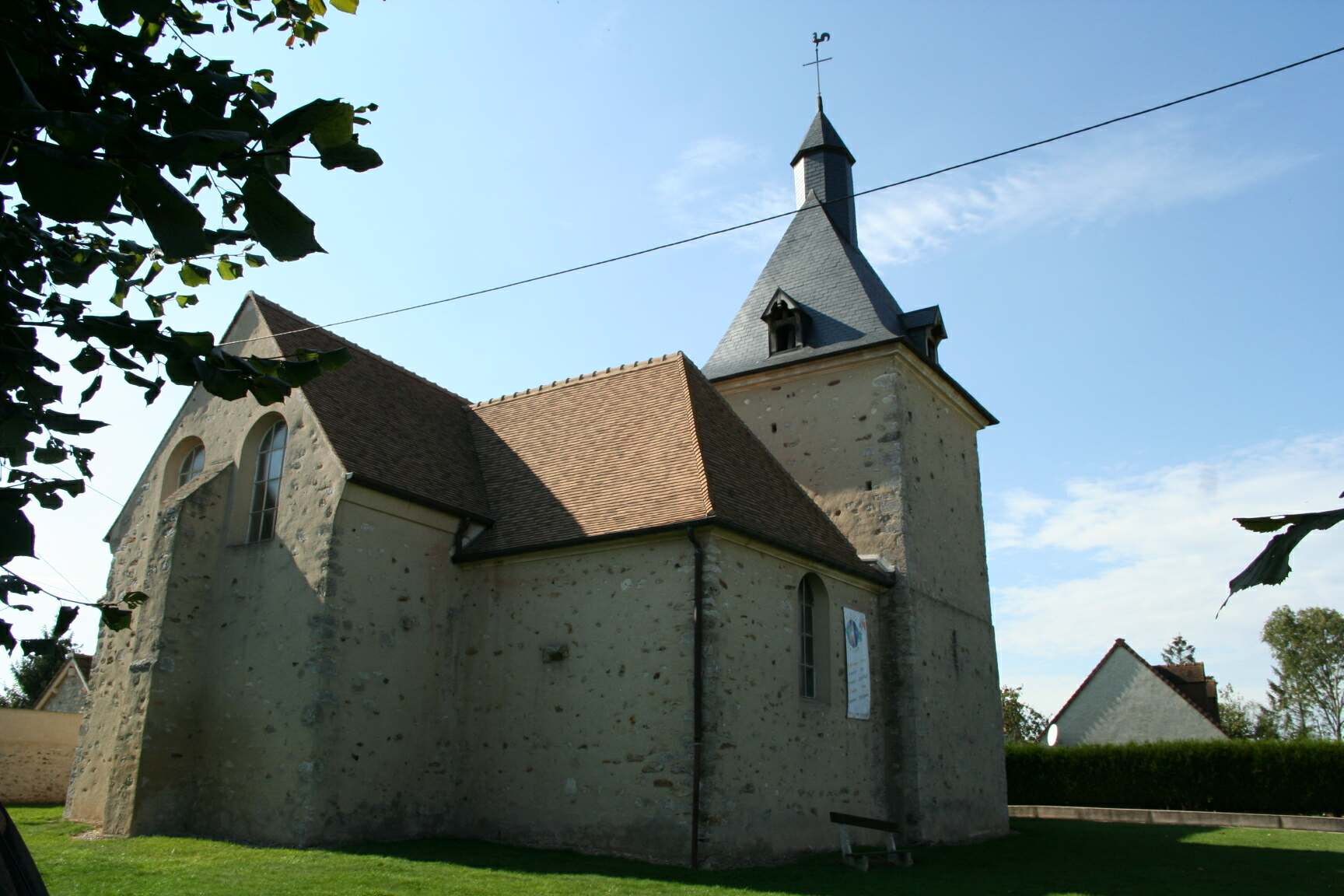
Biserica Saint-Clément-et-Jean-Baptiste.

- Biserica Saint-Clément-et-Saint-Jean-Baptiste: biserică din piatră datând din secolul al XV-lea, remodelată în secolul al XVI-lea, este construită după un plan cruciform rar întâlnit. Clopotnița, sub formă de turn pătrat masiv, cu acoperiș din ardezie, flanchează intrarea pe partea stângă.

### Heraldică
|  | Boinvilliers - Pe fond albastru, o cruce de aur, însoțită de patru trandafiri de argint. |